# 302 (číslo)
Tři sta dva je přirozené číslo, které následuje po čísle tři sta jedna a předchází číslu tři sta tři. Římskými číslicemi se zapisuje CCCII a řeckými číslicemi τβ.

## Matematika
302 je:
- Poloprvočíslo
- Šťastné číslo
- Nepříznivé číslo

## Astronomie
- (302) Clarissa je planetka hlavního pásu, kterou objevil v roce 1890 Auguste Charlois

## Doprava
- Silnice II/302 je česká silnice II. třídy vedoucí na trase Polsko – Meziměstí – Broumov – Polsko[1]

## Roky
- 302
- 302 př. n. l.